# Oriente
Oriente – stacja metra w Lizbonie, na linii Vermelha. Stacja została otwarta w 1998 z okazji wystawy światowej Expo ’98.
Ta stacja jest częścią kompleksu dworca kolejowego Gare do Oriente, który obsługuje Linha do Norte, Sintra i Azambuja.
Stacja umożliwia wygodny dostęp do Parque das Nações, MEO Arena, Oceanarium w Lizbonie, Pavilhão do Conhecimento, Teatro Camões, kolejki linowej (Teleférico) i Casino Lisboa.
Projekt architektoniczny jest autorstwa architekta Jorge Sancheza oraz Antonio Segui, Arthura Boyda, Errö, Hundertwasser, Yahou-Kussuma, Joaquim Rodrigo, Abdoulaye Konaté, Sean Scully, Raza, Zao Wou Ki i Magdaleny Abakanowicz.
Podobnie jak najnowsze stacje metra w Lizbonie, jest przystosowana do obsługi pasażerów niepełnosprawnych.